# Pseudhapalopus
Pseudhapalopus is een geslacht van spinnen uit de familie vogelspinnen (Theraphosidae).

## Soorten
De volgende soorten zijn bij het geslacht ingedeeld:
- Pseudhapalopus aculeatus Strand, 1907
- Pseudhapalopus spinulopalpus Schmidt & Weinmann, 1997